# احمد عز
احمد عز (عربی مصری: أحمد عز؛ زادهٔ ۲۳ ژوئیهٔ ۱۹۷۱) هنرپیشه سینما و تلویزیون اهل مصر است. اوهمچنین در رادیو نیز فعالیت داشته‌است.